# برآغوش
برآغوش یکی از روستاهای استان آذربایجان شرقی است که در دهستان آلان برآغوش بخش مهربان شهرستان سرآب  واقع شده‌است. جمعیت این روستا حدود ۱۱۰۰ نفر است.
از محصولات این روستا می‌توان به زرد آلو، سیب، آلبالو، گیلاس، گردو، آلوچه، سیب بهاری می‌توان اشاره کرد و از محصولات کشاورزی می‌توان به گندم، جو، عدس، باقلا، سیب زمینی و چغندر و لوبیا (وقتی که آب وجود داشته باشد و بارندگی زیاد باشد) می‌باشد.
مکان دیدنی: خنه دره، دینچگه، حسنک، گوزی، الماله دره، دربند براغوش می‌باشد، تک تپه
زبان: زبان مردم این روستا ترکی آذری بوده‌است
مراسم‌های مذهبی: در این روستا محرم و ماه مبارک رمضان مساجد باز بوده و با استقبال شدید مردم نذرهای زیادی انجام می‌شود و از ۹ محرم دسته‌های عزاداری شروع به فعالیت می‌کنند در این روستا در روز عید سعید فطر نماز در مسجد جامع آن اقتدا می‌شود و بعد از آن زکات فطریه وکمک هزینه مسجد جامع توسط مردم بخشنده پرداخت می‌شود

## موقعیت جغرافیایی
روستای براغوش از طرف شمال به کوهستان براغوش که ادامه رشته کوه‌های قوشاداغ می‌باشد مشرف است. از طرف شرق به روستای آلان و از طرف جنوب به روستاهای قیصرق و اسنق و شاهباغی یا ائل باغی و از طرف غرب به شهر مهربان مرتبط است.
وسعت روستای براغوش بر۸۰۰۰ هکتار است بجز مناطق سنگلاخی و کوهستانی، حدود ۳۸۰۰ هکتار مساحت زیر کشت و هموار را شامل می‌شود.

## ترکیب جمعیتی
روستای برآغوش در زمان انقلاب ۳۵۰۰ نفر جمعیت داشته با مهاجرت مردم به شهر های بزرگ مثل تهران ،تبریز،کرج جمعیت آن الان در حدود ۱۱۰۰ نفر می باشد

## تاریخچه

### پیش از اسلام
برآغوش پیش از ورود اسلام در دامنه کوهی در نزدیکی اتمیان سفلی قرار داشت و با نام «بایرام کندی» شناخته می‌شد. زلزله شدیدی در دوران پیش از اسلام باعث از میان رفتن بخش بزرگی از جمعیت روستا شد.